# Coelioxys magretti
Coelioxys magretti är en biart som beskrevs av Heinrich Friese 1915.
Coelioxys magretti ingår i släktet kägelbin och familjen buksamlarbin. Inga underarter finns listade i Catalogue of Life.